# ロマーニャ

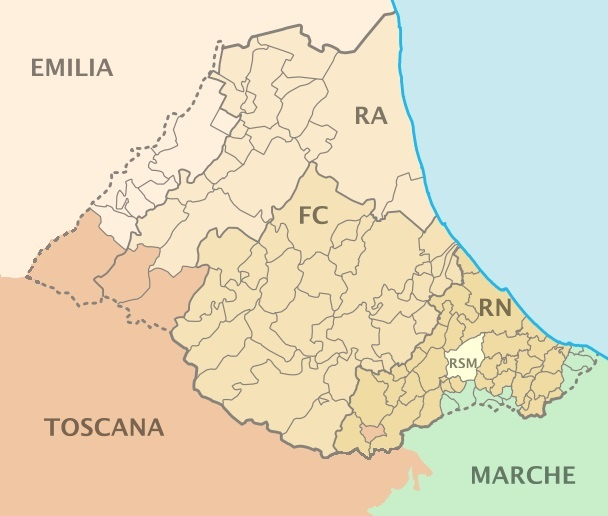
ロマーニャ地方を示した図

ロマーニャ（イタリア語: Romagna）は、イタリアの地方名。ロマーニャ地方とも。現在のエミリア＝ロマーニャ州の東側のアドリア海に面した部分となる。
ラヴェンナ県、フォルリ＝チェゼーナ県、リミニ県などがこれにあたる。歴史的には教皇領の一地方である。

## 語源
ロマーニャ（Romagna）という名称は、ラテン語のロマニア（Romania）に由来し、"ローマ人（Romans）が居住する土地"に対する一般名で、最初にラテン語文書に登場したのは5世紀だった。その後、"東ローマ帝国に属する地方"という、より限定的な意味となり、その土地の市民たちは彼等自身をローマ人（Romans:ラテン語でRomani、ギリシア語でῬωμαῖοι, Rhomaîoi)と自称した。このように、ロマニアはラヴェンナ総督府の管轄領域をさして用いられるようになり、反対に北イタリアのランゴバルド人により支配される地方はランゴバルディア（Langobardia）またはロンバルディ（Lombardy）と呼ばれるようになった。

## 歴史
近代イタリア王国建国以前はエミリア＝ロマーニャ州を参照

### 統一後
1860年の国家統一後、ロマーニャ（Legazione delle Romagne）はサルデーニャ王国により併合された。それまでのこの地域における危険で不安定な情勢を恐れたためである。20世紀初頭には、ロマーニャの自立がアルド・スパッリッチ、ジュゼッペ・フスキーニ、エミリオ・ルッスやその他の人々により提唱され、エミリオ・ロマーニャからロマーニャを分離させる運動が1980年代に起きた。